# Little Big Town
Little Big Town é um grupo musical norte-americano de música country. Fundado em 1998, é composto por Karen Fairchild Kimberly Schlapman, Phillip Sweet e Jimi Westbrook.